# Konoe Motozane
Konoe Motozane (近衛 基実?   1144 - 23 de agosto de 1166) fue un kugyō (cortesano japonés de clase alta) que vivió a finales de la era Heian. Fue padre fundador de la familia Konoe (derivada del clan Fujiwara), una de las cinco familias que ocuparon exclusivamente la regencia de la corte imperial de Japón (gosekke); y fue el cuarto hijo del regente Fujiwara no Tadamichi.
Ingresó a la corte imperial en 1150 con el rango shōgoi inferior, ascendido en 1151 con el grado jushii inferior y promovido en 1152 como jusanmi, convirtiéndose en cortesano de clase alta. En 1153 fue nombrado vicegobernador de la provincia de Harima y promovido al rango shōsanmi. Gracias a su padre, formó parte del círculo del Emperador Go-Shirakawa y fue designado gonchūnagon y luego gondainagon en 1154. En 1157 fue elevado al rango shōnii y nombrado tutor imperial del Príncipe Imperial Morihito (futuro Emperador Nijō).
También en 1157 fue designado udaijin hasta 1160, cuando fue promovido a sadaijin hasta 1164. En 1158 fue nombrado kanpaku (regente) del Emperador Nijō hasta 1165, y también fue nombrado líder del clan Fujiwara. Al abdicar el Emperador Nijō, Motozane se convirtió en sesshō (regente) del infante Emperador Rokujō desde 1165 hasta 1166 cuando abruptamente falleció a temprana edad. 
Póstumamente fue ascendido al rango shōichii, el más alto de la jerarquía de cortesanos y como Daijō Daijin. Tuvo como hijos al regente Konoe Motomichi y al cortesano Awataguchi Tadayoshi (fundador de la familia Awataguchi).